# Chermesch
Chermesch (hebräisch חֶרְמֵשׁ; deutsch:Sense) ist eine israelische Gemeinschaftssiedlung im Westjordanland. Die Siedlung liegt zwischen den Orten Ja'bad (arabisch يعبد; hebräisch יעבד) und Kaffin (arabisch قفين; hebräisch קפין) und wird vom Regionalrat Schomron verwaltet. 2017 gab es in der Siedlung 215 Einwohner. Die Siedlung wurde am 14. Februar 1982 zuerst als militärischer Außenposten vom Nachal gegründet, am 22. Juli 1984 erfolgte die Umwandlung des Ortes in eine Gemeinschaftssiedlung durch die Cherut-Betar-Bewegung.